# Alan Irvine (Fußballspieler, 1958)
James Alan Irvine (* 12. Juli 1958 in Glasgow) ist ein ehemaliger schottischer Fußballspieler und jetziger Trainer.

## Karriere

### Als Spieler
Alan Irvine begann seine Karriere beim FC Queen’s Park in seiner Heimatstadt Glasgow. 1981 wechselte er zum FC Everton in die Premier League und spielte dort drei Jahre, bevor er zum Ligakonkurrenten Crystal Palace ging. 1987 wechselte er zurück nach Schottland zu Dundee United. Seine letzte Station waren die Blackburn Rovers von 1989 bis 1992.

### Als Trainer
Im Juli 2007 wurde Irvine Co-Trainer beim FC Everton, für den er von 1981 bis 1984 selbst gespielt hatte. Im November selben Jahres verließ er den Verein jedoch und wurde Cheftrainer von Preston North End. Nach zwei Jahren übernahm er im Januar 2010 Sheffield Wednesday. Nach seiner Entlassung im Februar 2011 kehrte er zum FC Everton zurück und wurde dort Jugendtrainer.
Von Juli bis Dezember 2014 war er Trainer des Premier-League-Clubs West Bromwich Albion. Von März bis Juni 2017 leitete er als Interimstrainer zehn Spiele von Norwich City in der Football League Championship.